# انفجار شيموجا 2021
انفجار شيموجا 2021 في حوالي الساعة 10:30 مساءً بالتوقيت المحلي يوم 21 يناير 2021 انفجرت شاحنة محملة بعصي من الجيلاتين المتفجر في منشأة تكسير الصخور في أبالاجيري بمنطقة شيفاموغا، كارناتاكا، الهند. شعر السكان بالهزات الناجمة عن الانفجار في مناطق شيفاموجا وتشيكماغالور ودافاناغير. قُتل ثمانية أشخاص. أفاد شهود عيان بتحطيم زجاج النوافذ وتصدع الطرق. في البداية تم الخلط بين الهزات الأرضية والزلازال، لكن الجيولوجيين استبعدوا هذا الاحتمال.
أعرب ناريندرا مودي رئيس وزراء الهند، وراهول غاندي رئيس حزب المؤتمر عن تعازيهما على تويتر، حيث قال مودي إنه «يتألم من الخسائر في الأرواح» ووصف غاندي الحادث بأنه «مأساوي». في نفس اليوم الذي وقع فيه الحادث أمر ب. س. يديورابا رئيس وزراء ولاية كارناتاكا بإجراء تحقيق في الانفجار.